# 보드리야르 사전
보드리야르 사전(영어: The Baudrillard Dictionary)은 프랑스 철학자이자 사회학자인 장 보드리야르의 작품에 관한 최초의 사전이며 2010년 영국 에든버러 대학교 출판부에서 영어로 출판했다. 이 사전 집필에는 렉스 버틀러(Rex Butler), 마이크 게인(Mike Gane), Gary Genosko, 빅토리아 그레이스(Victoria Grace), 다이앤 루빈슈타인(Diane Rubenstein), 앤드루 워닉(Andrew Wernick) 등 전 세계 35명의 전문가가 참여했다고 한다. 편집 책임자는 리처드 스미스(Richard G. Smith)다. ISBN 978-07-4863-921-2